# Taula cronològica de l'evolució
Aquesta taula cronològica de l'evolució indica els esdeveniments principals del desenvolupament de la vida al planeta Terra. Per un context explicatiu detallat, vegeu 《història de la Terra》 i 《taula dels temps geològics》. Les dates que es donen en aquest article són estimacions basades en les proves científiques.
En biologia, l'evolució és el procés pel qual poblacions d'organismes adquireixen i transmeten nous trets de generació en generació. La seva acció durant llargs períodes explica l'origen de les noves espècies i, en última instància, la immensa diversitat del món biològic. Les espècies actuals estan interrelacionades per la seva descendència comuna i són el producte de milers de milions d'anys d'evolució i especiació.

## Taula cronològica bàsica
La taula cronològica bàsica resumeix 4.600 milions d'anys, amb (molt aproximadament):
- 4.000 milions d'anys de cèl·lules senzilles (procariotes),
- 3.000 milions d'anys de fotosíntesi,
- 2.000 milions d'anys de cèl·lules complexes (eucariotes),
- 1.000 milions d'anys de vida multicel·lular,
- 600 milions d'anys d'animals senzills,
- 570 milions d'anys d'artròpodes (grup que inclou els insectes, aràcnids i crustacis),
- 550 milions d'anys d'animals complexos,
- 500 milions d'anys de peixos i protoamfibis,
- 475 milions d'anys de plantes terrestres,
- 400 milions d'anys d'insectes i llavors,
- 360 milions d'anys d'amfibis,
- 300 milions d'anys de rèptils,
- 200 milions d'anys de mamífers,
- 150 milions d'anys d'ocells,
- 130 milions d'anys de flors,
- 65 milions d'anys des que s'extingiren els dinosaures no aviaris,
- 2,5 milions d'anys des de l'aparició d'Homo,
- 200.000 anys des que els humans començaren a tenir l'aparença que tenen avui,
- 25.000 anys des de l'extinció dels neandertals.